# Myanmar National Airlines
Myanmar Airways Corporation là hãng hàng không quốc gia Myanmar, đóng ở Yangon. Hãng này có các chuyến bay theo lịch trình đến các thành phố chính của Miến Điện. Trụ sở của hãng ở Sân bay quốc tế Yangon.
Hãng này được chính phủ Miến Điện lập năm 1948 sau khi độc lập, tên ban đầu là Union of Burma Airways. Tên được đổi thành Burma Airways tháng 12 năm 1972, và đổi thành Myanmar Airways ngày 1 tháng 4 năm 1989 sau khi quốc gia này đổi tên từ Burma thành Myanmar. Các tuyến quốc tế được chuyển qua cho Myanmar Airways International, thành lập năm 1993.

## Destinations
Vào May 2007, Myanmar Airways operates scheduled passenger flights within Myanmar to:
- Ann
- Bagan (Sân bay Nyaung U)
- Bhamo (Sân bay Banmaw)
- Bokepyin (Sân bay Bokepyin)
- Dawei (Sân bay Dawei)
- Heho (Sân bay Heho)
- Hommalin (Sân bay Hommalin)
- Kawthaung (Sân bay Kawthaung)
- Kyaingtong (Sân bay Kyaingtong)
- Kyauk Htu (Sân bay Kyauk Htu)
- Kyauk Pyu (Sân bay Kyauk Pyu)
- Lashio (Sân bay Lashio)
- Loikaw (Sân bay Loikaw)
- Magway (Sân bay Magway)
- Mandalay (Sân bay quốc tế Mandalay)

- Mawlamyine (Sân bay Mawlamyine)
- Monghsat (Sân bay Monghsat)
- Monywa (Sân bay Monywa)
- Myeik (Sân bay Myeik)
- Myitkyina (Sân bay Myitkyina)
- Naypyidaw (Sân bay Naypyidaw)
- Pakokku (Sân bay Pakokku)
- Pathein (Sân bay Pathein)
- Putao (Sân bay Putao)
- Sittwe (Sân bay Sittwe)
- Tachilek (Sân bay Tachilek)
- Thandwe (Sân bay Thandwe)
- Toungoo (Sân bay Toungoo)
- Yangon (Sân bay quốc tế Yangon)

Ngoài ra, Myanmar Airways còn có các chuyến bay thuê bao đến các điểm sau:
- quần đảo Coco (Sân bay quần đảo Coco)
- Hpa-An (Sân bay Hpa-An)
- Pyay (Sân bay Pyay)

## Đội tàu bay
Vào thời điểm tháng 7 năm 2007, Myanmar Airways có các máy bay sau:
- 2 Fokker F27-600
- 3 Fokker F28-4000
- 1 ATR42-200